# 堀新次
堀 新次（ほり しんじ、1904年 - 1983年) は、日本の都市計画家。日本の土地区画整理事業、特に大阪市の都市計画事業に従事した。

## 来歴
新潟県長岡市に生まれる
。議会答弁でも独特のなまりと早口で難解な土地区画整理を理論説明をするため、質問した議員を閉口させたという逸話が残る。
1924年、文官普通試験に合格し、1926年より内務省復興局に勤務する。在職中の1927年に高等文官試験に合格した。1930年に退官するまで東京大震災復興土地区画整理事業に従事した。
その後、大阪市神路区画整理組合事務長となる。1935年より大阪市役所に勤務し、大阪駅前第一次土地区画整理事業に従事した。戦後は大阪市で復興局調査課長、建築局換地課長、計画部移転補償課長、審査課長、計画局整地部長を歴任し、戦災復興の区画整理事業に携わった。
1963年に定年退職し、財団法人大阪市土地区画整理協会（のちの大阪市都市整備協会）専務理事となる。のちに技術顧問として区画整理事業を支援し、大阪府都市計画地方審議会委員や府下の和泉市・泉大津市・門真市・堺市・吹田市・東大阪市・枚方市・箕面市で都市計画審議会委員や区画整理審議会委員を歴任する。この間に3度の建設大臣表彰や感謝状授与を受けた。
1974年、勲四等瑞宝章を受章した。